# Mille six cents ventres
 (décembre 2023).
Mille six cents ventres est un roman de Luc Lang paru en 1998 et ayant obtenu le Prix Goncourt des lycéens cette même année.

## Résumé
Au début du mois d'avril 1990, Henry Blain, riverain et chef cuisinier de la prison de Strangeways à Manchester, se retrouve malgré lui aux premières loges d'une mutinerie qui durera vingt-cinq jours. Briques, tuiles, et autres matériaux provenant du toit du centre pénitentiaire, atterrissent dans le jardin de l'ancien cuisinier de la marine marchande, interdit devant le saccage de son précieux ouvrage. Mais Blain ne se laisse pas abattre sous le déluge et décide de faire commerce de l'accès à sa maison pour les journalistes et curieux qui souhaitent avoir une place de choix afin assister au spectacle en cours. Le toit de la prison ainsi transformé en scène de théâtre shakespearien (auteur dont Blain possède l'intégralité des textes) sera également la scène d'un théâtre médiatique dans une comédie «à l'anglaise» à l'humour grinçant sous le règne Tatcher, où l'on suit les péripéties d'un personnage dont la duplicité n'a d'égal que son goût prononcé pour les porte-jarretelles et les petites culottes aux couleurs de l'Union Jack.

## Inspirations
Le roman s'inspire de l'épisode historique de la mutinerie de la prison de Strangeways (en) dont il reste assez proche tout au long du récit. Les prénoms de certains mutins tels que Gly (pour Gly Williams) ont notamment été conservés, tout comme certains faits  tels que les incarcérations abusives qui sont soulignées par l'auteur.

## Forme du récit
Mille six cents ventres est un roman prenant la forme d'un récit homodiégétique écrit à la première personne. La narration au présent est conduite par le personnage principal Henry Blain, qui livre sa vision d'une histoire dont il est l'un des protagonistes. Le lecteur découvre ainsi la psychologie du personnage à travers une focale interne, tout comme sa vie antérieure, livrée lors de flash backs au passé simple.  